# The Quarry (videogioco)
The Quarry è un videogioco horror interattivo del 2022 sviluppato da Supermassive Games e pubblicato da 2K Games. 
Immaginato come il seguito spirituale di Until Dawn (2015) e ispirato a film di mostri e teen slasher come Venerdì 13 e La casa, il gioco presenta un ampio cast corale che include Brenda Song, David Arquette, Ted Raimi, Ariel Winter e Justice Smith. The Quarry è stato pubblicato il 10 giugno 2022 per Windows, PlayStation 4, PlayStation 5, Xbox One e Xbox Series X/S. Al momento della pubblicazione il gioco ha ricevuto recensioni per lo più positive.

## Trama
Laura Kearney e Max Brinly si recano nell'Upstate New York nel cuore della notte per visitare Hackett's Quarry, dove i due sono stati assunti come tutor del campo estivo. I due deviano fuori strada per evitare di colpire una creatura sconosciuta e si schiantano nel bosco. Uno sceriffo locale si avvicina alla loro auto e si insospettisce. Ordina quindi a Laura e Max di passare la notte in un motel vicino a Hackett's Quarry, ma i due non lo ascoltano e vanno alla sede del campo estivo. Quando arrivano, i due irrompono nel seminterrato per indagare su qualcosa che Laura ha visto, ma Max viene attaccato improvvisamente da un mostro. Lo sceriffo arriva al campo, seda Laura e spara alla creatura nel seminterrato.
Due mesi dopo, sette tutor del campo: Abigail "Abi" Blyg, Dylan Lenivy, Emma Mountebank, Jacob Custos, Kaitlyn Ka, Nicholas "Nick" Furcillo e Ryan Erzahler si preparano a lasciare Hackett's Quarry. Rimangono bloccati dopo che il loro veicolo è stato sabotato da Jacob, che vuole passare un'altra notte con Emma, di cui è innamorato. Il proprietario del campo, Chris Hackett, chiede loro di rimanere chiusi all'interno della baita per la notte e dice loro che tornerà la mattina seguente. Il gruppo, però, non gli dà ascolto e decide di organizzare una festa con falò e giocare a Obbligo o Verità. Durante il gioco, Emma viene sfidata a baciare o Jacob o Nick, la cotta di Abi. Emma sceglie Nick, spingendo Abi e Jacob a scappare.
Durante la notte, due figure di nome Bobby e Jedediah perseguitano i giovani tutor. Emma trova Jacob, triste per ciò che è accaduto al falò, vicino alla rimessa delle barche e lo invita a fare una nuotata nel lago. Nick raggiunge Abi nel bosco, ma un mostro li attacca e morde Nick, quindi Abi corre verso gli altri gridando aiuto. Jacob sente le urla di Abi e si affretta per aiutarla, mentre Emma nuota verso un'isola nel mezzo del lago dove viene attaccata da un mostro. Dylan, Kaitlyn e Ryan vedono Abi tornare al focolare visibilmente scossa e accettano di salvare Nick. Portano Nick alla baita per cercare di curarlo e farlo riposare, ma Bobby toglie la corrente elettrica. Dylan e Ryan si dirigono quindi verso la piccola stazione radio del campo per mandare un SOS, tentativo che, però, fallisce. Quando il gruppo si rifugia nella casetta vicino alla piscina, le condizioni di Nick iniziano a peggiorare, finché non si trasforma in un lupo mannaro. Dopo essersi trasformato, scappa nel bosco.
Laura arriva alla casetta e racconta al gruppo ciò che è successo a lei e Max: lo sceriffo, Trevis, era il fratello di Chris Hackett, e li ha imprigionati per due mesi. Quindi il gruppo capisce che il virus si diffonde tramite morso. Laura rivela che Chris è vittima di una maledizione che lo costringe a diventare un lupo mannaro durante ogni notte di luna piena e che è responsabile dell'infezione di Max. Laura vuole uccidere Chris in modo che la maledizione possa finire. Ryan accetta con riluttanza di aiutare Laura, e spera di poter porre fine alla maledizione senza dover uccidere Chris, di cui lui ha molta stima. I due si dirigono verso la residenza di Hackett, dove la matriarca Constance rimprovera suo figlio Travis per non aver protetto la famiglia. Viene rivelato che Jedediah è il patriarca della famiglia e che Bobby, Chris e Travis sono i loro figli. Laura e Ryan scoprono di più sulla storia della famiglia Hackett all'interno della loro abitazione e origliano la conversazione tra Constance e Travis. Gli Hackett li scoprono e inizia una lotta. Durante il trambusto, Chris, trasformato in lupo mannaro, attacca i suoi familiari, Laura, e Ryan.
A seconda di chi è sopravvissuto alla casa Hackett, Travis può rivelare a Laura che la maledizione non si conclude con la morte di Chris. Spiega che il suo capostipite è Silas Vorez, il figlio dell'indovina Eliza Vorez, che ha finora aiutato il giocatore al termine di ogni capitolo con le letture dei tarocchi. Si scopre quindi che, sei anni prima, la famiglia Hackett viaggiò vicino ai boschi per visitare uno spettacolo da baraccone. I figli di Chris, Caleb e Kaylee, hanno cercato di liberare il "ragazzo cane" Silas, per cui provavano pena, appiccando un incendio come distrazione. Di conseguenza, lo spettacolo è andato a fuoco e Silas ha morso Caleb quando è stato liberato, che ha poi passato la maledizione su Chris e Kaylee. Laura, Ryan e Travis possono quindi raggiungere lo stesso punto in cui Laura e Max si erano schiantati due mesi fa, per uccidere Silas e porre fine alla maledizione in modo permanente. Quando arriva il mattino, le autorità raggiungono al campo estivo. Le scelte dei giocatori, le prestazioni negli eventi rapidi e l'attenzione a prove e indizi determinano la conclusione del gioco, così come l'opinione pubblica delle morti avvenute a Hackett's Quarry.

## Modalità di gioco
I giocatori vestono i panni di sette tutor adolescenti che devono sopravvivere alla loro ultima notte al campo estivo di Hackett's Quarry tra creature soprannaturali e abitanti ostili. Durante il gioco i giocatori fanno molte scelte che possono avere un impatto significativo sullo sviluppo dei personaggi, sulle relazioni, sulla trama e sul suo finale. Tutti e nove i personaggi giocabili possono sopravvivere o morire, a seconda delle decisioni del giocatore. Tutti e nove i personaggi giocabili possono morire entro la fine del gioco e ogni personaggio ha 10-12 modalità in cui può morire. Il gioco dura circa 10 ore, anche se la morte prematura di alcuni personaggi potrebbe far terminare il gioco prima. Il gioco, data la sua trama ramificata, ha molti finali e, alla fine di una partita, ai giocatori verranno date diverse carte collezionabili che descrivono il destino di ogni personaggio. Una volta che il giocatore ha completato il suo primo playthrough del gioco, sbloccherà la modalità Death Rewind, che gli consente di annullare tre morti di personaggi in ogni playthrough successivo. Questa modalità è disponibile già nel primo playthrough nel caso in cui il giocatore abbia acquistato la Deluxe Edition del videogioco.
I giocatori possono disabilitare alcuni elementi di gioco come premere i pulsanti, eventi rapidi e mirare e sparare, consentendo loro di progredire nel gioco con un input minimo. Il gioco include multiplayer locale e online. Nel multiplayer locale, i giocatori si alternano per controllare diversi personaggi, mentre nella modalità online, altri sette giocatori partecipanti possono votare nelle decisioni chiave. I giocatori possono partecipare alla votazione scaricando la versione demo di The Quarry. Il gioco offre anche una modalità solo film in cui il giocatore può impostare i tratti della personalità di diversi personaggi e lasciare che la storia si svolga in autonomia, senza il bisogno di alcun input.